# Poole Bay
Poole Bay är en vik i Storbritannien.   Den ligger i kommunen Bournemouth, Christchurch and Poole och riksdelen England, i den södra delen av landet, 150 km sydväst om huvudstaden London.